# Lestes jerrelli
Lestes jerrelli – gatunek ważki z rodziny pałątkowatych (Lestidae). Występuje na terenie Ameryki Południowej.